# Marathon (2005)
Marathon ist ein Film des südkoreanischen Regisseurs Chung Yoon-chul aus dem Jahr 2005. Der Film beruht auf dem Leben des autistischen Marathonläufers Bae Hyeong-jin, der 2001 einen Marathon in unter drei Stunden absolvierte. Der koreanische Titel 말아톤 kommt so im Film vor, in dem der Protagonist so seinen Marathon im Kalender einträgt, es handelt sich aber um eine Falschschreibung und Wortspiel zugleich. Die erste Silbe ist 말 mal, was Pferd bedeutet. Cho-won mag Zebras, die im Koreanischen 얼룩말 Eolluk-mal genannt werden. Der Film lief am 27. Januar 2005 in den südkoreanischen Kinos an und erreichte über 5 Millionen Besucher.

## Handlung
Cho-won ist ein autistischer Junge, der Tiersendungen, Zebras und die Süßigkeit Choco Pie liebt, jedoch Schwierigkeiten hat, mit anderen Menschen zu kommunizieren. Seine Mutter widmet ihm sein ganzes Leben und kümmert sich um ihn. Sie bemerkt, dass Cho-won Spaß am Laufen hat. Also lässt sie ihm an Laufwettbewerben teilnehmen. Bei einem Wettbewerb über 10.000 Meter erreicht er den dritten Platz. Sie will ihn fördern. Nebenbei besucht Cho-won noch eine Einrichtung für Autisten. Eines Tages muss der ehemalige Sieger des Boston-Marathons, Jung-wook, gerichtlich verordnete Sozialleistungen an der Einrichtung absolvieren. Kyeong-sook erkennt die Chance und handelt aus, dass er seine Zeit für Cho-wons Training einsetzt.
Jung-wook hat aber tatsächlich wenig Interesse daran und will nur, dass die Zeit schnell vorüber ist. Doch mit der Zeit bemerkt er, dass Cho-won wirklich Potential hat und beide Freunden sich an. Dabei verbringen sie sogar gemeinsam Zeit in der Sauna und trinken Bier. Da Cho-won alles was er den Tag über erlebt hat zu Hause nachplappert, erfährt seine Mutter davon. Ihr gefällt das aber überhaupt nicht. Jung-wook soll ihn nur trainieren. Es kommt zum Streit zwischen Trainer und Mutter. Jung-wook wirft ihr vor, ihren Sohn so stark zu bevormunden, dass er nur an ihr Hänge und deshalb alleine nicht klar komme.
Kyeong-seok erfährt dadurch stark Selbstzweifel. Eines Tages, als sie Cho-won vom Schwimmen abholt, fällt sie ins Wasser. Doch Cho-won hilft ihr nicht, sondern macht nur Schwimmbewegungen. Ein anderer Schwimmer kommt ihr zu Hilfe. Doch dies lässt Kyeong-seok apathisch werden. Es stellt sich zwar später raus, dass Cho-won dachte, sie würde nur schwimmen wollen, so wie er, und dass er gar nicht weiß, was Tod bedeutet, aber ihr verhalten ändert sich. Sie denkt darüber nach, ob sie noch mit Cho-won fertig wird, ob sie ihm zum Laufen gezwungen hat und so weiter. Später essen sie zusammen. Kyeong-seok will noch schnell Geld abholen und verschwindet kurz. Doch Cho-won macht sich sorgen und sucht sie. Dabei sieht er eine Frau mit Zebra-Tasche. Er beginnt die Tasche zu berühren, worauf der Freund der Frau ihn schlägt. Doch Kyeong-seok sucht ihn bereits und kommt zur Hilfe. Doch auch sie wird angekeift. Jemand wie Cho-won dürfe nicht alleine durch die Straßen ziehen. Dabei wiederholt Cho-won, wie Kyeong-seok ihm in Zoo alleine ließ. Sie bekommt große Schmerzen und muss ins Krankenhaus.
Es stellt sich heraus, dass Kyeong-seok einen Nierenstein hatte und operiert werden musste. So ist sie erstmal eine Weile im Krankenhaus. Sie lässt ihn fortan nicht mehr laufen. Er arbeitet nur noch in einer Fabrik. Doch als das Datum eines Marathons näher rückt. wird Cho-won ungeduldig. Er macht sich alleine aus dem Staub, um den Marathon zu laufen. Kyeong-seok trifft im letzten Moment am Marathonort ein und will ihn abhalten. Doch er setzt sich mit Hilfe seines Bruders durch und läuft den Marathon. Trainer Jung-wook gibt ihm noch ein paar letzte Tipps. Letztlich erreicht Cho-won eine fordere Platzierung mit einer Zeit von 2 Stunden und 57 Minuten.

## Auszeichnungen
Baeksang Arts Awards 2005
- Daesang (Hauptpreis)
- Auszeichnung in der Kategorie bester Hauptdarsteller für Cho Seung-woo
- Auszeichnung in der Kategorie bestes Drehbuch für Chung Yoon-chul

Chunsa Film Art Awards 2005
- Auszeichnung in der Kategorie bester neuer Regisseur für Chung Yoon-chul

Busan Film Critics Awards
- Auszeichnung in der Kategorie bester Hauptdarsteller für Cho Seung-woo

Daejong-Filmpreis 2005
- Auszeichnung in der Kategorie Bester Film
- Auszeichnung in der Kategorie bester Hauptdarsteller für Cho Seung-woo
- Auszeichnung in der Kategorie bester neuer Regisseur für Chung Yoon-chul
- Auszeichnung in der Kategorie bestes Drehbuch für Chung Yoon-chul
- Auszeichnung in der Kategorie beste Produktion für Seok Myeong-hong
- Auszeichnung in der Kategorie beste Musik für Kim Jun-seong
- Popularitätspreis für Cho Seung-woo

Blue Dragon Award 2005
- Auszeichnung in der Kategorie bester neuer Regisseur für Chung Yoon-chul
- Auszeichnung in der Kategorie beste Musik für Kim Jun-seong
- Popularitätspreis für Cho Seung-woo

Director’s Cut Awards 2005
- Auszeichnung in der Kategorie bester neuer Regisseur für Chung Yoon-chul

Golden Rooster and Hundred Flowers Film Festival 2005
- Auszeichnung in der Kategorie bester Hauptdarsteller in einem fremdsprachigen Film für Cho Seung-woo